# Ачирское сельское поселение
Ачирское се́льское поселе́ние — муниципальное образование в Тобольском районе Тюменской области Российской Федерации.
Административный центр — деревня Ачиры.

## История
Статус и границы сельского поселения установлены Законом Тюменской области от 5 ноября 2004 года № 263 «Об установлении границ муниципальных образований Тюменской области и наделении их статусом муниципального района, городского округа и сельского поселения».

## Население
| 2010 | 2011 | 2012 | 2013 | 2014 | 2015 | 2016 |
| ---- | ---- | ---- | ---- | ---- | ---- | ---- |
| 679  | ↘677 | ↗684 | ↘673 | ↗684 | ↗703 | ↗721 |
| 2017 | 2018 | 2019 | 2020 | 2021 |      |      |
| ↗731 | ↗753 | ↗766 | ↗770 | ↗839 |      |      |

## Состав сельского поселения
| № | Населённый пункт | Тип населённого пункта          | Население |
| - | ---------------- | ------------------------------- | --------- |
| 1 | Ачиры            | деревня, административный центр | 356       |
| 2 | Иземеть          | деревня                         | 189       |
| 3 | Ишменева         | деревня                         | 134       |